# Luxemburg i olympiska sommarspelen 1968
Luxemburg deltog med 5 deltagare vid de olympiska sommarspelen 1968 i Mexico City. Ingen av landets deltagare erövrade någon medalj.